# 200 mètres papillon masculin aux championnats du monde de natation 2024
Cet article traite de l'épreuve masculine. Pour la compétition féminine, voir 200 mètres papillon féminin aux championnats du monde de natation 2024.
Le 200 mètres papillon masculin est une épreuve de natation sportive des championnats du monde de natation 2024. Elle a lieu les 13 et 14 février 2024 à Doha au Qatar.

## Records
Avant cette compétition, les records dans cette discipline étaient :
| Record du monde       | 1 min 50 s 34 | Kristóf Milák | 21 juin 2022    | Budapest, Hongrie     |
| Record du championnat | 1 min 50 s 73 | Kristóf Milák | 24 juillet 2019 | Gwangju, Corée du Sud |

## Résultats détaillés
Les 16 meilleurs temps se qualifient pour les demi-finales (Q), puis les 8 meilleurs demi-finalistes passent en finale (F).

### Séries
| Rang | Série | Ligne | Nageur                | Pays                   | Temps       | Commentaire       |
| ---- | ----- | ----- | --------------------- | ---------------------- | ----------- | ----------------- |
| 1    | 5     | 7     | Kregor Zirk           | Estonie                | 1:55.58     | Q Record national |
| 2    | 3     | 2     | Lewis Clareburt       | Nouvelle-Zélande       | 1:56.10     | Q                 |
| 3    | 3     | 3     | Zach Harting          | États-Unis             | 1:56.12     | Q                 |
| 4    | 5     | 5     | Martin Espernberger   | Autriche               | 1:56.26     | Q                 |
| 5    | 4     | 4     | Krzysztof Chmielewski | Pologne                | 1:56.37     | Q                 |
| 6    | 5     | 6     | Matthew Sates         | Afrique du Sud         | 1:56.40     | Q                 |
| 7    | 3     | 5     | Alberto Razzetti      | Italie                 | 1:56.53     | Q                 |
| 8    | 3     | 4     | Richárd Márton        | Hongrie                | 1:56.54     | Q                 |
| 9    | 5     | 4     | Tomoru Honda          | Japon                  | 1:56.56     | Q                 |
| 10   | 4     | 5     | Michał Chmielewski    | Pologne                | 1:56.83     | Q                 |
| 11   | 5     | 3     | Arbidel González      | Espagne                | 1:57.20     | Q                 |
| 12   | 4     | 6     | Denys Kesil           | Ukraine                | 1:57.42     | Q                 |
| 13   | 3     | 7     | Ondřej Gemov          | Tchéquie               | 1:57.45     | Q                 |
| =14  | 2     | 0     | Max Litchfield        | Royaume-Uni            | 1:57.48     | Q                 |
| =14  | 4     | 3     | Federico Burdisso     | Italie                 | 1:57.48     | Q                 |
| = 16 | 3     | 6     | Nao Horomura          | Japon                  | 1:57.52     | ?                 |
| = 16 | 4     | 7     | Petar Mitsin          | Bulgarie               | 1:57.52     | ?                 |
| 18   | 4     | 9     | Abdalla Nasr          | Égypte                 | 1:57.85     |                   |
| 19   | 5     | 1     | Park Jung-hun         | Corée du Sud           | 1:58.29     |                   |
| 20   | 3     | 1     | Matheus Gonche        | Brésil                 | 1:58.79     |                   |
| 21   | 3     | 0     | Marius Toscan         | Suisse                 | 1:58.99     |                   |
| 22   | 4     | 1     | Héctor Ruvalcaba      | Mexique                | 1:59.08     |                   |
| 23   | 4     | 2     | Wang Xizhe            | Chine                  | 1:59.32     |                   |
| 24   | 4     | 0     | Raben Dommann         | Canada                 | 1:59.45     |                   |
| 25   | 5     | 9     | Navaphat Wongcharoen  | Thaïlande              | 1:59.78     |                   |
| 26   | 4     | 8     | Samuel Kostal         | Slovaquie              | 1:59.90     |                   |
| 27   | 2     | 5     | Apóstolos Papastámos  | Grèce                  | 2:00.56     |                   |
| 28   | 5     | 8     | Erick Gordillo        | Guatemala              | 2:01.75     |                   |
| 29   | 2     | 4     | Diego Balbi           | Pérou                  | 2:01.91     |                   |
| 30   | 3     | 9     | David Arias           | Colombie               | 2:02.32     |                   |
| 31   | 2     | 6     | Simon Bachmann        | Seychelles             | 2:03.31     |                   |
| 32   | 2     | 2     | Nika Tchitchiashvili  | Géorgie                | 2:03.41     |                   |
| 33   | 2     | 3     | Xavier Ventura        | Salvador               | 2:03.87     |                   |
| 34   | 1     | 1     | Maxim Skazobtsov      | Kazakhstan             | 2:05.49     |                   |
| 35   | 5     | 0     | Ramil Valizade        | Azerbaïdjan            | 2:05.58     |                   |
| 36   | 2     | 7     | Isaiah Aleksenko      | Îles Mariannes du Nord | 2:10.17     |                   |
| 37   | 2     | 8     | Clinton Opute         | Nigeria                | 2:13.83     |                   |
| 38   | 1     | 3     | Ahmed Theibich        | Bahreïn                | 2:18.46     |                   |
| 39   | 1     | 2     | Siraj Ai Sharif       | Libye                  | 2:21.88     |                   |
| –    | 2     | 1     | Gerald Hernández      | Nicaragua              | Non partant | Non partant       |
| –    | 3     | 8     | Yeziel Morales        | Porto Rico             | Non partant | Non partant       |
| –    | 5     | 2     | Chad le Clos          | Afrique du Sud         | Non partant | Non partant       |

| Rang | Ligne | Nageur       | Pays     | Temps   | Commentaire |
| ---- | ----- | ------------ | -------- | ------- | ----------- |
| 1    | 5     | Petar Mitsin | Bulgarie | 1:56.91 | Q           |
| 2    | 4     | Nao Horomura | Japon    | 1:57.46 |             |

### Demi-finales
| Rang | Série | Ligne | Nageur                | Pays             | Temps       | Commentaire |
| ---- | ----- | ----- | --------------------- | ---------------- | ----------- | ----------- |
| 1    | 2     | 6     | Alberto Razzetti      | Italie           | 1:55.09     | F           |
| 2    | 2     | 2     | Tomoru Honda          | Japon            | 1:55.20     | F           |
| 3    | 1     | 2     | Michał Chmielewski    | Pologne          | 1:55.38     | F           |
| 4    | 1     | 5     | Martin Espernberger   | Autriche         | 1:55.40     | F           |
| 5    | 2     | 4     | Kregor Zirk           | Estonie          | 1:55.64     | F           |
| 6    | 1     | 4     | Lewis Clareburt       | Nouvelle-Zélande | 1:55.82     | F           |
| 7    | 1     | 3     | Matthew Sates         | Afrique du Sud   | 1:55.88     | F           |
| 8    | 1     | 6     | Richárd Márton        | Hongrie          | 1:56.04     | F           |
| 9    | 2     | 8     | Federico Burdisso     | Italie           | 1:56.68     |             |
| 10   | 2     | 7     | Arbidel González      | Espagne          | 1:56.77     |             |
| 11   | 2     | 5     | Zach Harting          | États-Unis       | 1:56.81     |             |
| 12   | 1     | 1     | Max Litchfield        | Royaume-Uni      | 1:56.93     |             |
| 13   | 1     | 7     | Denys Kesil           | Ukraine          | 1:57.67     |             |
| 14   | 1     | 8     | Petar Mitsin          | Bulgarie         | 1:57.77     |             |
| 15   | 2     | 1     | Ondřej Gemov          | Tchéquie         | 1:58.34     |             |
| –    | 2     | 3     | Krzysztof Chmielewski | Pologne          | Disqualifié | Disqualifié |

### Finale
| Rang               | Ligne | Nageur              | Pays             | Temps         |
| ------------------ | ----- | ------------------- | ---------------- | ------------- |
| Médaille d'or      | 5     | Tomoru Honda        | Japon            | 1 min 53 s 88 |
| Médaille d'argent  | 4     | Alberto Razzetti    | Italie           | 1 min 54 s 65 |
| Médaille de bronze | 6     | Martin Espernberger | Autriche         | 1 min 55 s 16 |
| 4                  | 3     | Michał Chmielewski  | Pologne          | 1 min 55 s 36 |
| 5                  | 2     | Kregor Zirk         | Estonie          | 1 min 55 s 48 |
| 6                  | 8     | Richárd Márton      | Hongrie          | 1 min 56 s 76 |
| 7                  | 7     | Lewis Clareburt     | Nouvelle-Zélande | 1 min 55 s 86 |
| 8                  | 1     | Matthew Sates       | Afrique du Sud   | 1 min 57 s 23 |